# Название Испании

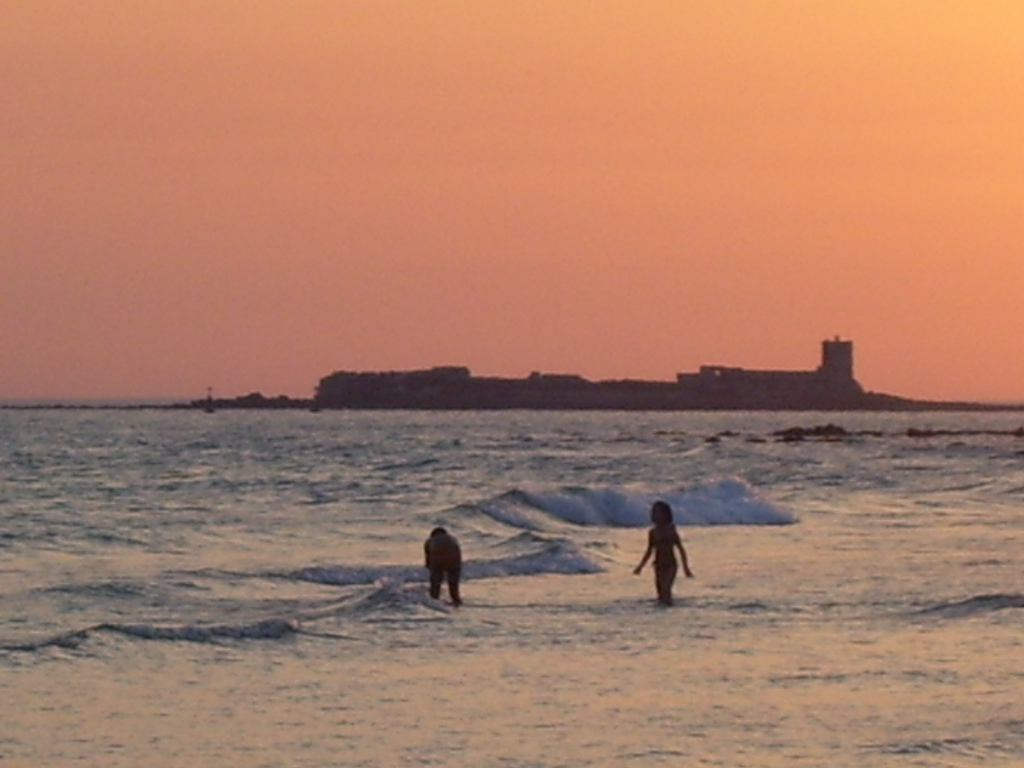
Замок Санкти-Петри (Сан-Фернандо, провинция Кадис). На этом месте стоял Храм Геркулеса Мелькарта.

Название Испании (исп. España) происходит от римского топонима Hispania, происхождение которого остаётся не до конца выясненным, хотя документально подтверждено, что финикийцы и карфагеняне именовали регион Spania, поэтому наиболее распространённой версией этимологии является семитско-финикийская.
В течение столетий возникало множество предположений по поводу этимологии названия «Испания». Так, испанский поэт и историк Антонио де Небриха (1441—1522) предполагал, что слово Hispania развилось из иберского слова Hispalis, что означает «город западного мира». Профессор Хесус Луис Кунчильос (1936—2006) утверждал, что корень слова span происходит от финикийского слова spy, что означает «подделывать металлы»: следовательно, i-spn-ya будет означать «земля, где подделывают металлы». 
По версии, восходящей к предположению крупнейшего в своё время знатока восточных языков Самюэля Бошара (Бохарта) (1599—1667), французского полиглота-эрудита (помнившего, в частности, как Катулл  высказывался о неком сыне «многокроличей Кельтиберии» — «Cuniculosa Celtiberia»), — именование страны  могло происходить от финикийского и-шпаним (*i-špʰanim) и может означать «остров кроликов» (точнее: даманов), «земля кроликов» или «край кроликов», — это и отсылка к географическому положению Испании «на окраине» Средиземноморья. В пользу «кроличей» гипотезы свидетельствуют изображения зайцевых у ног женской фигуры на римских монетах эпохи Адриана (117—138); также и Страбон (ок. 64/63 до н. э. — ок. 23/24  н. э.) в III книге своей «Географии» писал о «животных-вредителях» наподобие «зайчиков-землероек, которых иные называют кроликами, ибо они уничтожают и самые растения и семена, поедая корни» (География III, 4, 144) — на далёких «богатых всякого рода скотом и дичью» землях Турдетании, «почти всюду в Иберии, вплоть до Массалии» и Гимнесийских островов.
Слово Hispania также может происходить от использования термина Hesperia, отражающего восприятие древними греками Италии как «западной земли» или «земли заходящего солнца» (Hesperia, греч. Ἑσπερία) и Испании, находящейся ещё дальше на запад — Hesperia ultima.
Существует также точка зрения, что слово Hispania происходит от баскского слова Ezpanna, что означает «край» или «граница» — также отсылка к местонахождению Иберийского полуострова.
Двое испанских еврейских учёных XV века, дон Ицхак Абрабанель и Соломон ибн-Верга, независимо друг от друга в своих трудах выдвинули версию, что первые евреи, достигшие Испании, были привезены на корабле царём Фиросом, греком по рождению, который был соправителем Вавилона во время осады Иерусалима. Фирос через брак породнился с Эспаном, племянником короля Геракла, который также правил в Испании. Затем Геракл отказался от трона в пользу своего племянника Эспана, от которого и получила название страна Испания. Эта версия в настоящее время оценивается как исключительно фольклорная. Известно, что эпоним Эспан (Spain) использовался с середины IV века до н. э.